# Обервег
Обервег (нем. Oberweg) — коммуна (нем. Gemeinde) в Австрии, в федеральной земле Штирия. 
Входит в состав округа Юденбург.  Население составляет 641 человек (на 31 декабря 2005 года). Занимает площадь 34,25 км². Официальный код  —  6 08 12.

## Политическая ситуация
Бургомистр коммуны — Йохан Тафернер (СДПА) по результатам выборов 2005 года.
Совет представителей коммуны (нем. Gemeinderat) состоит из 9 мест:
- СДПА занимает 6 мест.
- АНП занимает 3 места.